# 尼揚科查湖 (瓦良卡區)
10°04′57.1″S 76°52′4.6″W / 10.082528°S 76.867944°W
尼揚科查湖（Lake Niancocha），是秘魯的湖泊，位於該國北部安卡什大區，由博洛涅西省的瓦良卡區負責管轄，處於瓦伊瓦什山脈東北部，北面有孔多爾科查湖。